# Pythonichthys sanguineus
Espèce
Pythonichthys sanguineus est une espèce de poissons téléostéens serpentiformes.